# FilesTube
FilesTube era un motore di ricerca creato nel 2007 è specializzato in ricerca di file in tanti siti come RapidShare o MediaFire, ha anche delle sezioni video, giochi, testi e software. È di proprietà di Red-Sky, un'azienda in Polonia.
Dal 1º novembre 2014, FilesTube cambia totalmente. Smette di essere un motore di ricerca specializzato nella ricerca in siti di filesharing e diventa un servizio gratuito di streaming "licenziato" di serie, film e documentari indipendenti.

## Nome e logo
Il nome del logo del sito ricordavano molto quelli di YouTube (infatti le differenze principali erano la parola "Files" che sostituiva "You" e il colore blu al posto del rosso). Proprio per questa eccezionale somiglianza, il nuovo logo presenta alcune, seppur leggere, differenze.

## Accesso e utilizzo da parte degli utenti
FilesTube può essere visitato e utilizzato da chiunque, sebbene alcune caratteristiche richiedano la creazione di un account. Quando esso viene creato, il servizio richiede all'utente di fornire un indirizzo di posta elettronica, uno username e una password.
FilesTube inoltre rimuove contenuti illegali dai suoi risultati a richiesta. Al fine di porre rimedio all problema dei download illegali, in Malaysia è stato bloccato l'accesso a FilesTube e altri motori di ricerca di questo tipo.

## Acquisizione automatica di informazioni
Quando si visita FilesTube, sia che si tratti di un utente registrato oppure no, il sito memorizza automaticamente alcuni dati relativi al momento dell'accesso: indirizzo IP, tipo di browser web, pagine web visitate prima dell'FilesTube, e alcune informazioni relative al software utilizzato dalle macchine che vi accedono, pagine di FilesTube visitate e ora e data dell'accesso.
Queste informazioni vengono utilizzate ai fini l'osservazione e analizzare il modo in cui il sito è stato utilizzato, e quali servizi erano presenti, per migliorare la funzionalità del sito e la facilità d'uso, e per fornire un'esperienza migliore per le necessità dell'utente.
Questi dati vengono utilizzati anche per verificare che gli utenti dei FilesTube rispondano a criteri necessari per consentire l'analisi delle richieste.